# Jailhouse Rock (альбом)
Jailhouse Rock (с англ. — «Тюремный рок») — мини-альбом американского певца Элвиса Пресли, являющийся саундтреком к одноимённому фильму. Пластинка заняла 1-е место в американском хит-параде мини-альбомов. Заглавная песня также вышла ранее на сингле; на стороне «Б» была помещена песня «Treat Me Nice», также взятая из фильма, но не вошедшая в состав мини-альбома.
Грампластинка вышла в монофоническом звучании. Однако сама запись была осуществлена на двухканальной аппаратуре.
Из-за малого объёма мини-альбом выходит на компакт-дисках вместе с таким же коротким саундтреком к фильму «Люби меня нежно», в издания которых также включаются разные дубли песен.

## Список композиций

### Оригинальная версия (1957)
1. «Jailhouse Rock»
2. «Young and Beautiful»
3. «I Want to Be Free»
4. «Don’t Leave Me Now (Version 2)»
5. «(You’re So Square) Baby I Don’t Care»

Формат: грампластинка

### Jailhouse Rock /Love Me Tender(1997)
1. Jailhouse Rock
2. Treat Me Nice
3. I Want to Be Free
4. Don’t Leave Me Now
5. Young and Beautiful
6. (You’re So Square) Baby I Don’t Care
7. Jailhouse Rock
8. Treat Me Nice
9. I Want to Be Free
10. Young and Beautiful
11. Don’t Leave Me Now
12. Love Me Tender
13. Poor Boy
14. Let Me
15. We’re Gonna Move
16. Love Me Tender
17. Let Me
18. We’re Gonna Move
19. Poor Boy
20. Love Me Tender

Формат: компакт-диск

## Альбомные синглы
- Jailhouse Rock / Treat Me Nice (24 сентября 1957; #1)